# Ria de Camariñas
La ria de Camariñas és una ria de la província de la Corunya, a Galícia. Forma part de les Rías Medias, sovint englobades dins les Rías Altas, i es troba entre la ria de Corme i Laxe i la ria de Corcubión.
Està formada per la desembocadura del riu Grande, que banya els municipis de Camariñas, Muxía i Vimianzo. Els seus límits són el cap Vilán al nord i Muxía al sud.